# Seo Yong-duk
Seo Yong-Duk (10 september 1989) is een Zuid-Koreaans voetballer.

## Carrière
Seo Yong-Duk speelde tussen 2009 en 2010 voor Omiya Ardija en FC Tokyo. Hij tekende in 2011 bij Kataller Toyama.